# Католицька церква в Новій Зеландії
Като́лицька це́рква в Нові́й Зела́ндії — друга християнська конфесія Нової Зеландії. Складова всесвітньої Католицької церкви, яку очолює на Землі римський папа. Керується конференцією єпископів. Станом на 2004 рік у країні нараховувалося близько 459 000 католиків (11,63% від усього населення). Існувало 7 діоцезій, які об'єднували 271 церковних парафій.  Кількість  священиків — 518 (з них представники секулярного духовенства — 317, члени чернечих організацій — 201), постійних дияконів — 9, монахів — 366, монахинь — 944.